# 46P/Виртанена
Комета Виртанена (46P/Wirtanen) — короткопериодическая комета из семейства Юпитера, которая была открыта 17 января 1948 года американским астрономом Карлом Виртаненом в Ликской обсерватории с помощью 20-дюймового астрографа Карнеги. Она была описана как небольшой диффузный объект 16,0 m звёздной величины с центральной конденсацией. Комета обладает довольно коротким периодом обращения вокруг Солнца — чуть более 5,4 года.
- Орбита кометы Виртанена и её положение в Солнечной системе

## История наблюдений
Расчёт орбиты показал, что комета прошла свой перигелий 2 декабря 1947 года на расстоянии 1,625 а. е. и имеет период обращения 6,71 года. Виртанен восстановил свою комету 8 сентября 1954 года, на момент наблюдений её яркость достигала 18,5 m. Во время возвращения 1961 года, комету 26 октября 1960 года обнаружила Элизабет Рёмер и наблюдала её вплоть до 9 марта 1961 года. Средняя магнитуда была около 18,0 m. На 5 октября, когда Коитиро Томита восстановил во время её возвращения в 1967 году, яркость кометы была 15,0 m, достигнув к концу месяца 14,0 m. После чего последовало медленное угасание в течение следующего месяца, несмотря на уменьшение расстояния до Солнца и Земли. Комета была ближе всего к Земле (0,657 а. е.) 27 ноября, когда её магнитуда была близка к 15 m, а перигелий прошла 15 декабря. К концу февраля 1968 года яркость уменьшилась до 18,0 m, а когда Ремер в последний раз видела её 24 марта, магнитуда была менее 19,5 m.
В апреле 1972 года произошло тесное сближение с Юпитером до 0,28 а. е. (42 млн км), что уменьшило расстояние перигелия с 1,61 а. е. до 1,26 а. е., а орбитальный период — с 6,65 до 5,87 года.
Возвращение 1974 года было неблагоприятным для наблюдения, комету удалось наблюдать лишь дважды: 20 декабря 1974 и 6 февраля 1975 года, в виде слабой точки магнитудой 21,5 m. Комета прошла перигелий 5 июля 1974 года. Возвращение 1980 года наблюдать не удалось, поскольку в период с 6 марта по 1 октября в пределах 20° от Солнца. Согласно расчётам комета прошла перигелий 22 мая.
Ещё одно тесное сближение с Юпитером произошло в 1984 году, что ещё больше сократило расстояние перигелия кометы с 1,256 а. е. до 1,085 а. е., а орбитальный период — с 5,87 до 5,50 года.
В следующий раз комету обнаружили 13 ноября 1985 года новозеландские астрономы Алан Гилмор и Памела Килмартинин в обсерватории Маунт Джон, которые оценили её яркость в 19,0 m. Комета была ближе всего к Земле 26 марта 1986 года (1,59 а. е.) и в последний раз наблюдалась 1 апреля. В 1991 году комету восстановили японские астрономы 8 июля и оценили её яркость в 17,0 m. Комета была ближе всего к Земле 8 сентября года (1,3501 а. е.), когда её яркость достигла невиданных ранее 10,0 m.
Возвращение этой кометы в 1997 году было не столь благоприятным, как в 1991, но всё же она стала лёгкой добычей для большинства астрономов-любителей. В этом году произошло сразу два сближения с Землёй: 9 сентября 1996 года (1,4917 а. е.) и 24 марта 1997 года (1,5104 а. е.). Последнее было намного лучше, так как незадолго до него 14 марта комета прошла перигелий (1,065 а. е.). В середине февраля оценки магнитуды достигали 11,0 m, а диаметр комы оценивался чуть более 2 угловых минут дуги.
Комета Виртанена являлась первоначальной целью АМС «Розетта» Европейского космического агентства, запуск которой был запланирован на 2003 год, но из-за неполадок миссию пришлось отложить.
В результате окно запуска к этой комете было пропущено и «Розетту» решили перенаправить к комете Чурюмова — Герасименко.
Комета была целью одной из трёх миссий, участвовавших в финале конкурса в рамках программы Discovery в мае 2011 года, но в процессе отбора в 2012 году финансирование было решено отдать марсианскому посадочному аппарату InSight. Миссия Comet Hopper была рассчитана на 7,3 года работы, а её программа исследований, если бы она была реализована, включала бы множество научных целей, таких как изучение газово-пылевых выбросов кометной комы и механизмов её образования, картографирование ядра и исследование его геологии. Также были запланированы несколько посадок на поверхность кометы.
Окончательная посадка должна была произойти на расстояние 1,5 а. е. от Солнца для регистрации изменений поверхности.
Российский учёный Михаил Маслов высказал предположение, что комета Виртанена может стать родоначальницей метеоритного потока «Пискииды» (от лат. Pisces — рыбы) с радиантом в созвездии Рыб. Наибольшая активность этого потока ожидалась в период с 10 по 14 декабря 2012 года, когда Земля проходила через хвост кометы. Предполагалось, что активность потока может достичь 30 метеоров в час.
Сообщалось, что 14 декабря 2012 года наблюдатели в Австралии действительно зафиксировали порядка 10 метеоров из указанного радианта, но однозначного подтверждения новый метеорный поток не получил.
Возвращение 2013 года было неблагоприятным для наблюдений, поскольку максимальное угловое удаление от Солнца состоялось 23 января и 26 сентября 2013 года и не превышало 20°. Максимальная яркость составила 14,7 m.
Возвращение 2018 года
26 сентября 2018 года космический телескоп TESS в течение часа зафиксировал незначительный скачок яркости кометы, после чего она продолжила плавно нарастать в течение восьми часов. Достигнув максимума, блеск кометы медленно возвратился к норме в течение последующих двух недель. В эти дни из ядра кометы со скоростью 800 м/с должно было быть выброшено около тысячи тонн вещества, а на самом ядре кометы остаться кратер диаметром порядка 20 метров.
- Звёздная карта перигелия 2018 года, размер сфер пропорционален расстоянию до Земли
- Орбитальное сближение кометы Виртанена в течение 2018 года

11 декабря 2018 года комета прошла перигелий, а 16 декабря пролетела на рекордно малом расстоянии от Земли со дня своего открытия — 0,0774 а. е. (10,5 млн км), при этом её угловая скорость на ночном небе достигала 10,9"/мин, то есть расстояние равное диаметру Луны комета пролетает за 2,7 часа.
В эти дни комета достигла максимального блеска за всю историю наблюдений в +4,2 m, который она не сможет превзойти на протяжении последующих 20 лет. Всего за 70 лет наблюдений было зафиксировано около 10 сравнительно тесных сближений кометы с нашей планетой.
- Вид кометы с телескопа Хаббл 13 декабря 2018 года
- Изумрудный цвет кометы обусловлен испарениями диуглерода (C2), зелёное свечение которого возникает от ультрафиолетового солнечного облучения газа в космическом вакууме[20]
- Радиолокационные наблюдения кометы в обсерватории Аресибо 15 декабря 2018 года показали, что ядро кометы диаметром 1,4 км вращается против часовой стрелки с периодом 8,9 часа[21]

В 2018 году газопылевую оболочку (кому), окружающую ядро кометы, изучали космический рентгеновский телескоп «Чандра», гамма-обсерватория Swift, космический телескоп «Хаббл», летающая стратосферная инфракрасная обсерватория SOFIA (Stratospheric Observatory for Infrared Astronomy) и различные наземные обсерватории, в том числе и система радиотелескопов ALMA.

## Сближение с планетами
В XX веке комета совершила четыре тесных сближения с Землёй и три с Юпитером, а в первой половине XXI века трижды пройдёт рядом с Землёй и один раз рядом с Юпитером.
- 0,53 а. е. от Юпитера в 31 декабря 1912 года;
  - уменьшение расстояния перигелия с 1,63 а. е. до 1,43 а. е.;
  - уменьшение орбитального периода с 6,82 до 6,32 лет;
- 0,75 а. е. от Земли 3 ноября 1914 года;
- 0,66 а. е. от Земли 14 декабря 1927 года;
- 0,65 а. е. от Земли 4 декабря 1947 года (способствовало открытию кометы);
- 0,66 а. е. от Земли 27 ноября 1967 года;
- 0,28 а. е. от Юпитера 10 апреля 1972 года;
  - уменьшение расстояния перигелия с 1,61 а. е. до 1,26 а. е.;
  - уменьшение орбитального периода с 6,65 до 5,87 года;
- 0,47 а. е. от Юпитера 26 февраля 1984 года;
  - уменьшение расстояния перигелия с 1,26 а. е. до 1,08 а. е.;
  - уменьшение орбитального периода с 5,87 до 5,50 лет;
- 0,92 а. е. от Земли 17 февраля 2008 года;
- 0,08 а. е. от Земли 16 декабря 2018 года;
- 0,76 а. е. от Земли 10 октября 2029 года;
- 0,56 а. е. от Юпитера 25 ноября 2042 года;
  - увеличение расстояния перигелия с 1,08 а. е. до 1,22 а. е.;
  - увеличение орбитального периода с 5,49 до 5,78 лет.